# Црква брвнара у Штрпцима
Црква Светог пророка Илије је храм Српске православне цркве који се налази у Штрпцима у општини Рудо у Републици Српској. Припада дабробосанској митрополији, а посвећена је Светом пророку Илији.

## Прошлост
Црква је саграђена после подизања српског устанка 1875. године, а најзаслужнији за подизање светиње био је монах Дионисије Вранешевић-Поповић. Био је поријеклом из свештеничке породице, а заслужан је за обнову манастира Бање код Прибоја 1857. године. За вријеме градње цркве узима се период између 1875. и 1878. године у вријеме службовања проте Захарија Поповића.

## Одлике храма
Црква припада једнобродном типу храмова. Улази у групу цркава грађених дрветом из области Полимља. Грађена је од борових брвана. Врата на улазу и на сјеверној страни нису украшена, што је типично за цркве са овог подручја из 19. вијека, за разлику од цркава из ослобођене Србије 19. вијека. Засведена је полуобличастим сводом, а темељи су од камена. Иконе су наручене 1878. године и биле су рад новосадског мајстора Шрајера. Сачуване су само иконе заштитника храма и Богородице са Христом, које се данас чувају у новој цркви у Штрпцима.